# Houssine Chadli
Houssine Chadli (ur. 1 kwietnia 1991) – marokański piłkarz występujący na pozycji bramkarza w klubie Youssoufia Berrechid.

## Kariera klubowa
Do 2016 roku grał w drużynie Rachad Bernoussi.
16 września 2016 przeniósł się do Kawkabu Marrakesz. Nie zagrał w żadnym meczu.
14 lipca 2017 podpisał kontrakt z Youssoufią Berrechid. W GNF 1 zagrał po raz pierwszy 26 sierpnia 2018 w wygranym 1:0 meczu przeciwko Hassanii Agadir. Do 22 czerwca 2021 wystąpił w 54 meczach, wpuścił 71 goli i osiemnaście razy zachowywał czyste konto.

### Statystyki
Stan na 22 czerwca 2021
| Sezon   | Klub                 | Kraj   | Rozgrywki | Mecze | Gole |
| ------- | -------------------- | ------ | --------- | ----- | ---- |
| 2018/19 | Youssoufia Berrechid | Maroko | GNF 1     | 25    | 0    |
| 2019/20 | Youssoufia Berrechid | Maroko | GNF 1     | 29    | 0    |
| 2020/21 | Youssoufia Berrechid | Maroko | GNF 1     | 0     | 0    |